# Brachydontium polycarpum
Brachydontium polycarpum är en bladmossart som beskrevs av Hiroyuki Akiyama 1997. Brachydontium polycarpum ingår i släktet dimmossor, och familjen Seligeriaceae. Inga underarter finns listade i Catalogue of Life.